# Premio Pólya (SIAM)
Il premio Pólya è un premio di matematica, consegnato dalla Society for Industrial and Applied Mathematics (SIAM). Il premio è stato creato nel 1969, in onore del matematico ungherese George Pólya.
Viene consegnato ogni due anni, in due diverse categorie:
- Per importanti applicazioni della combinatoria
- Per importanti contributi in altre aree che erano d'interesse per George Pólya, come la teoria dell'approssimazione, l'analisi complessa, la teoria dei numeri e la teoria della probabilità.

Il premio è creato per dare risalto a singoli lavori recenti, e poche volte viene attribuito per l'insieme di più ricerche di un matematico.

## Premiati
- 1971 Ronald Graham, K. Leeb, B. L. Rothschild, A. W. Hales, e R. I. Jewett
- 1975 Richard P. Stanley, Endre Szemerédi, e Richard M. Wilson
- 1979 László Lovász
- 1983 Anders Björner e Paul Seymour
- 1987 Andrew Yao
- 1992 Gil Kalai e Saharon Shelah
- 1994 Gregory Chudnovsky e Harry Kesten
- 1996 Jeff Kahn e David Reimer
- 1998 Percy Deift, Xin Zhou, e Peter Sarnak
- 2000 Noga Alon
- 2002 Craig Tracy e Harold Widom
- 2004 Neli Robertson e Paul Seymour
- 2006 Greg Lawler, Oded Schramm, Wendelin Werner
- 2008 Vu Ha Van
- 2010 Emmanuel Candès e Terence Tao
- 2012 Vojtěch Rödl e Mathias Schacht